# Bodden Town
Bodden Town är en ort i Caymanöarna (Storbritannien). Den ligger i den västra delen av Caymanöarna. Bodden Town ligger 6 meter över havet och antalet invånare är 10 341. Den ligger på ön Grand Cayman.
Den högsta punkten i närheten är 17 meter över havet, 2,1 km väster om Bodden Town.